# Château Devachan
Le château Devachan (en italien : Castello Devachan) est une villa située dans la commune de Sanremo en Italie.

## Histoire

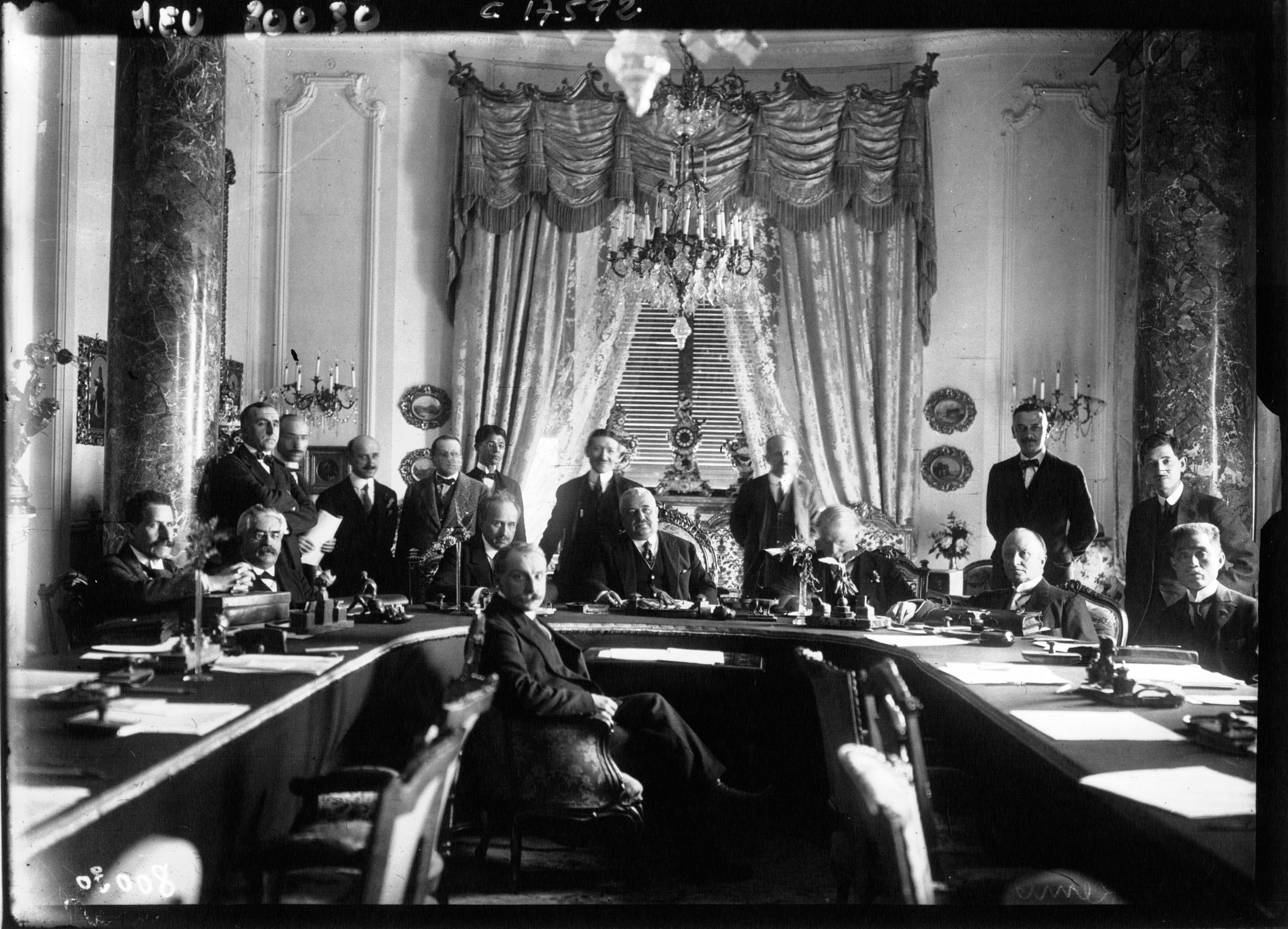
La conférence dans le Château Devachan, Matsui Keishirō, Francesco Saverio Nitti, Vittorio Scialoja.

La villa est construite en 1909 selon un projet conçu par Pietro Agosti en 1905. La propriété appartient d'abord à John Horace Savile, 5e comte de Mexborough. Ce dernier avait vècu pendant plusieurs années en Asie et s'était rapproché de la réligion bouddhiste. Pour cela, à la mort de sa deuxième femme Sylvia dont la villa portait le nom, la villa est renommée « château Devachan », le devachan indiquant dans la théosophie bouddhiste un état de la conscience.
La résidence abrite en 1920 la célèbre conférence de San Remo.

## Description
Le bâtiment présente un style éclectique.